# Concerto pour piano de Delius
Pour un article plus général, voir Concerto pour piano.
Pour les articles homonymes, voir Concerto pour piano (homonymie).
Le Concerto pour piano en ut mineur est un concerto pour piano et orchestre de Frederick Delius. Composé en 1907, il fut créé le 22 octobre 1907 à Londres sous la direction de sir Henry Wood.

## Analyse de l'œuvre
En un seul mouvement divisé en trois sections enchaînées.